# Elsie Mackay (actrice)
Pour les articles homonymes, voir Elsie Mackay (homonymie).
Elsie Gertrude Mackay (20 février 1893 - 6 février 1963) est une actrice d'origine australienne qui s'est produite au théâtre aux États-Unis et en Grande-Bretagne entre 1914 et le début des années 1930. Après 1934, sa carrière se poursuit à la radio en Australie.

## Biographie

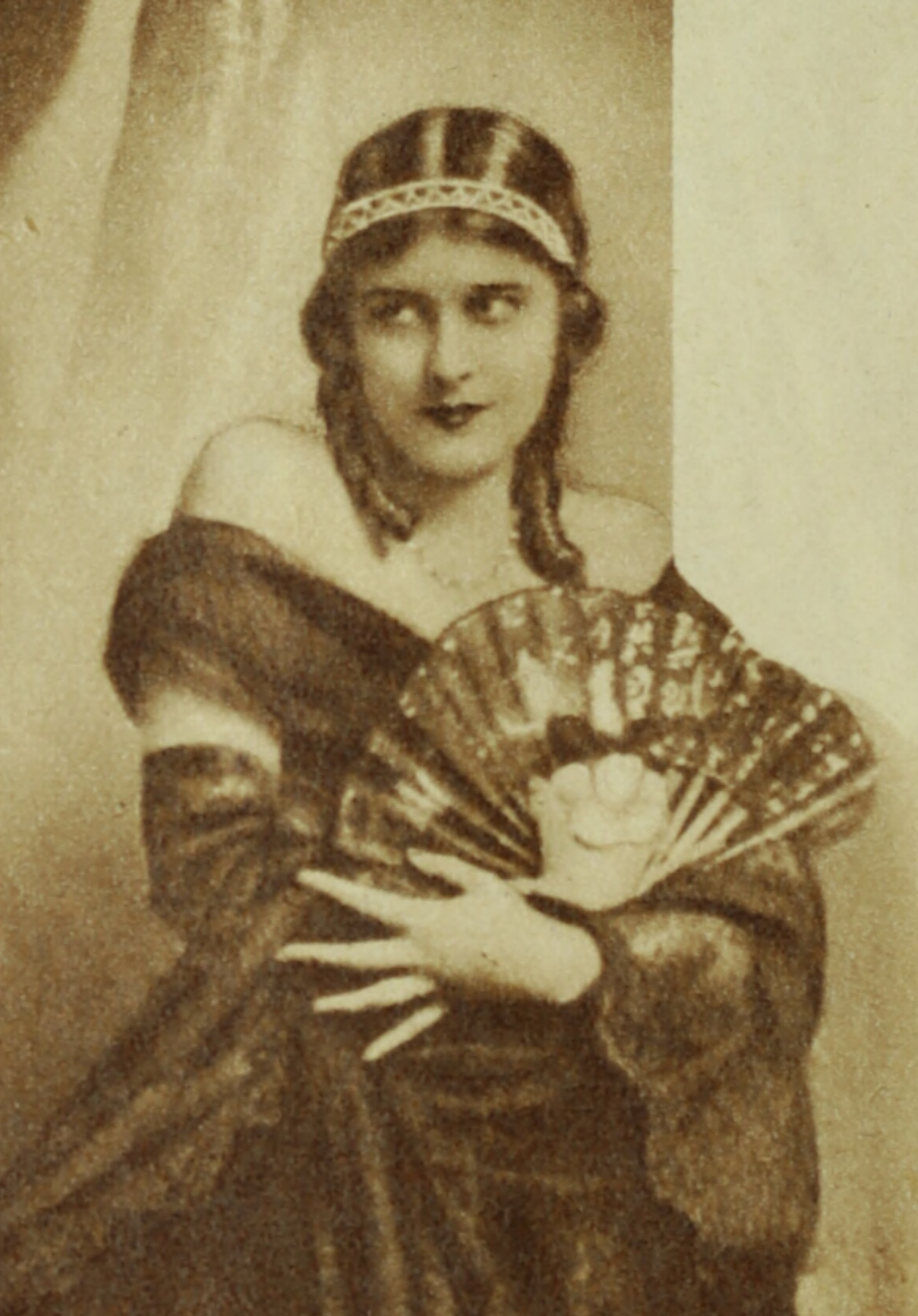
The Wireless Weekly, (20 novembre 1936)

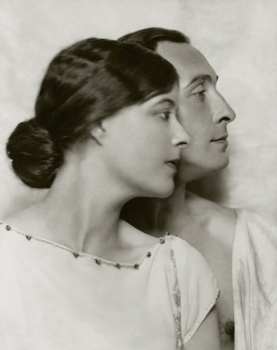
Mackay et Atwill, faisant la promotion de The White-Faced Fool, 1922.

Née le 20 février 1893 à Roebourne, en Australie occidentale, elle est la fille du riche pasteur Samuel Peter Mackay et de Florence Gertrude Mackay de Mundabullangana Station.
En 1910, son père se remarie et sa nouvelle belle-mère est l'actrice Fanny Dango (en). Les parents de Dango, Millie Hylton et George Grossmith Jr. la font connaître sur la scène londonienne. Le 19 avril 1914, elle devient la doublure de Mrs Patrick Campbell.
Elle entre dans la Cyril Maude Company avec laquelle elle part en tournée aux États-Unis en 1915. En 1916, elle rejoint la compagnie d'Herbert Beerbohm Tree lors de sa tournée aux États-Unis, jouant le rôle de grandes dames sous la direction de David Belasco.
Aux États-Unis, on la voit dans :
- A Woman's Name
- Grumpy au Hollis Street Theatre, Boston. 27 mars 1915–16
- Colonel Newcome, 1917

À Broadway, elle joue dans :
- Another Man's Shoes, 1918, où elle remplace Alma Tell
- A Well-Remembered Voice, 1919
- Comme il vous plaira, dans le rôle de Rosalinde, 1919,
- Clarence, dans le rôle de Violet Pinney, 1919,
- Poldekin, dans le rôle de Maria, 1920,
- Deburau, dans le rôle de Marie Duplessis, 1921,
- The White-Faces Fool, 1922
- The Comedian, dans le rôle de Jacqueline, 1923,
- The New Gallantry, 1925.

Son seul rôle au cinéma est le rôle principal féminin dans la comédie muette Nothing But the Truth avec Taylor Holmes.
En décembre 1933, elle retourne en Australie avec son deuxième époux d'origine anglaise, l'acteur Max Montesole. Ils effectuent des tournées de récitals et se consacrent au théâtre radiophonique.
En 1920, elle épouse l'acteur Lionel Atwill.
Elle épouse Max Montesole en 1933 à St Germans, Grande-Bretagne. Le couple déménage en Australie à la fin 1933. Montesole meurt à Perth en 1942. Elsie épouse James Stanley Smith en 1957. Elle meurt à Hawthorn, Victoria, en 1963 sous le nom d'Elsie Gertrude Smith. Elle est inhumée aux côtés de son père, de son frère Peter et de sa belle-mère Fanny Dango.